# Dzień Industrializacji Afryki
Dzień Industrializacji Afryki (ang. Africa Industrialization Day) – coroczne święto obchodzone 20 listopada ustanowione przez Zgromadzenie Ogólne ONZ rezolucją 44/237 z 22 grudnia 1989 roku w ramach obchodów Drugiej Dekady Rozwoju Przemysłowego Afryki (1991-2000).
Obchody Dnia mają na celu zmobilizowanie międzynarodowej społeczności do podejmowania działań na rzecz industrializacji (uprzemysłowienia) Afryki aby nie pozostawała dłużej na marginesie świata. 

## Zobacz  też
- Dzień Afryki
- Międzynarodowe Dni i Tygodnie ONZ